# Église de la Toussaint de Wittemberg
L’église de la Toussaint de Wittemberg ou église du château de Wittemberg (en allemand : Schlosskirche) est une église évangélique luthérienne du XVe siècle, de style gothique tardif, avec coupole en cuivre vert-de-gris. Elle se trouve à Wittemberg, dans l'est de l'Allemagne. Dédiée à tous les saints, elle devient un des symboles de l'origine de la Réforme protestante, du protestantisme et du luthéranisme, après que le réformateur protestant, Martin Luther, eut affiché  ses 95 thèses sur les portes de l'édifice, le 31 octobre 1517.

## Historique
Entre 1490 et 1511, cette église est construite au château de Wittemberg du duché de Saxe, sur ordre du duc Frédéric III de Saxe par l'architecte Conrad Pflüger, avec un clocher de 88 mètres de haut, surmonté d'une coupole en cuivre vert-de-gris.

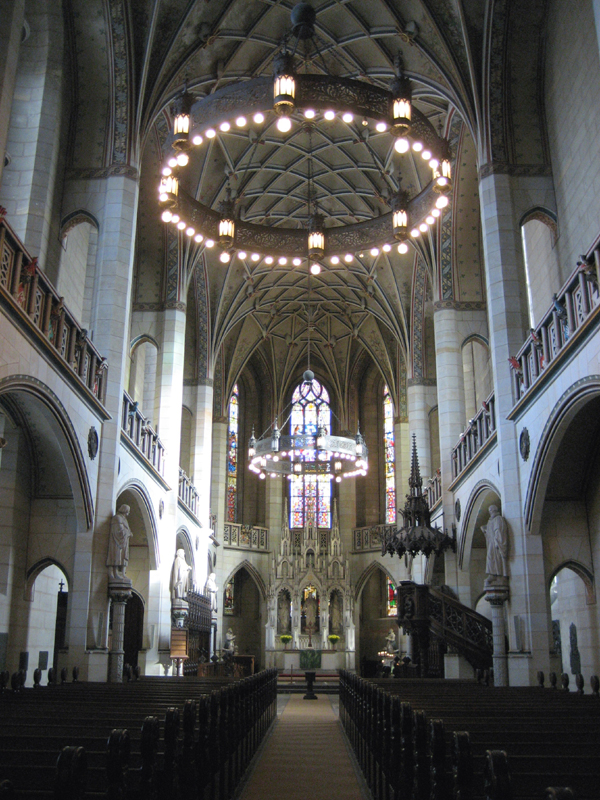
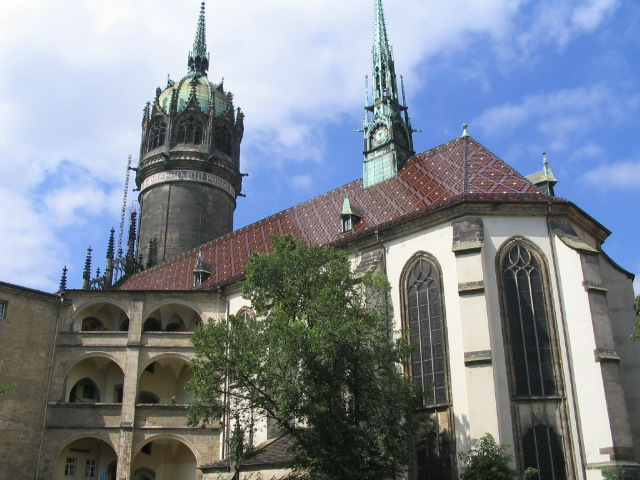

Après la fondation par Frédéric III de Saxe de l'université de Wittemberg en 1502 (où enseignent notamment les théologiens Martin Luther et Philippe Mélanchthon) l'église sert de chapelle à l'université.

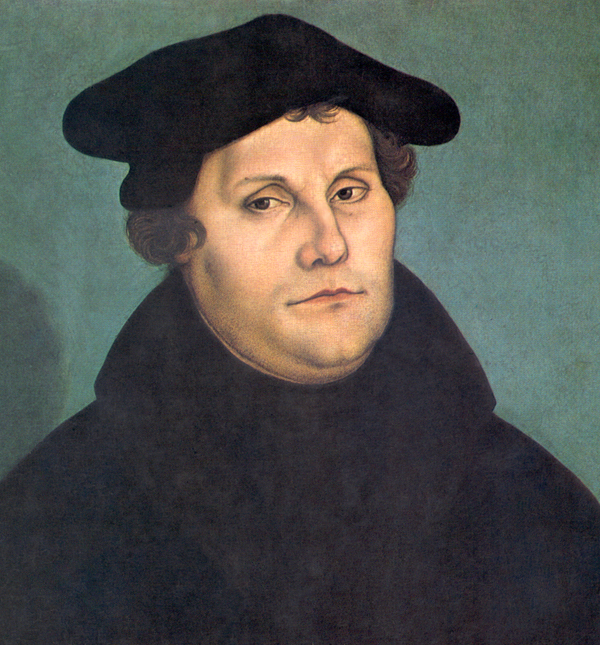
Le réformateur protestant Martin Luther (1483-1546)
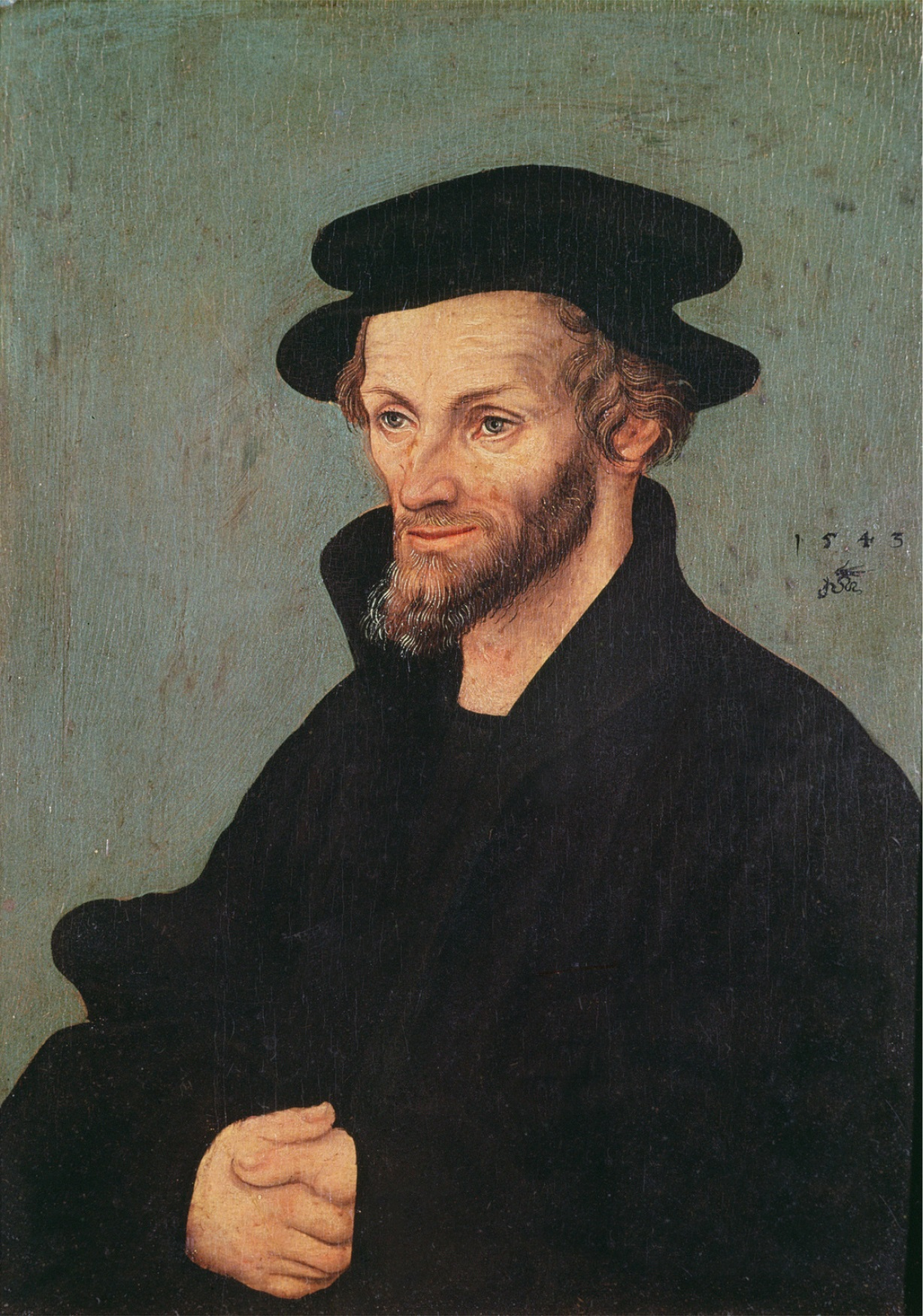
Le réformateur protestant Philippe Mélanchthon (1497-1560)

Le 31 octobre 1517 le réformateur protestant Martin Luther affiche ses 95 thèses sur les portes de l'église, pour protester notamment contre le commerce des indulgences, symbole de l'origine de la Réforme protestante et du protestantisme en Allemagne puis dans le monde.

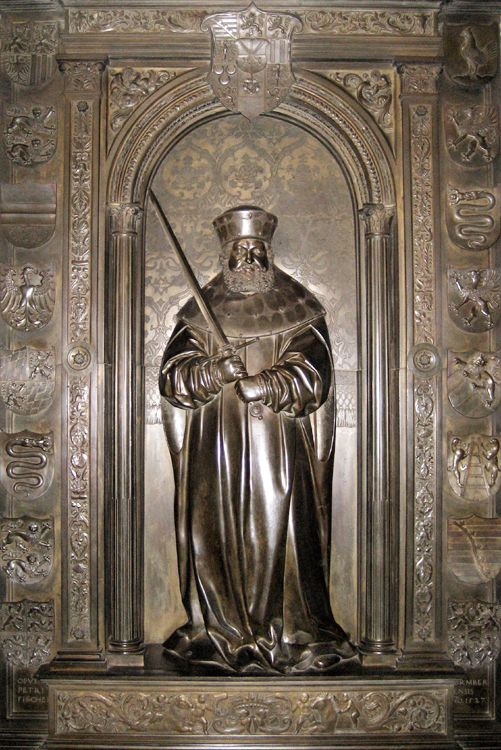
Le duc Frédéric III de Saxe (1463-1525)
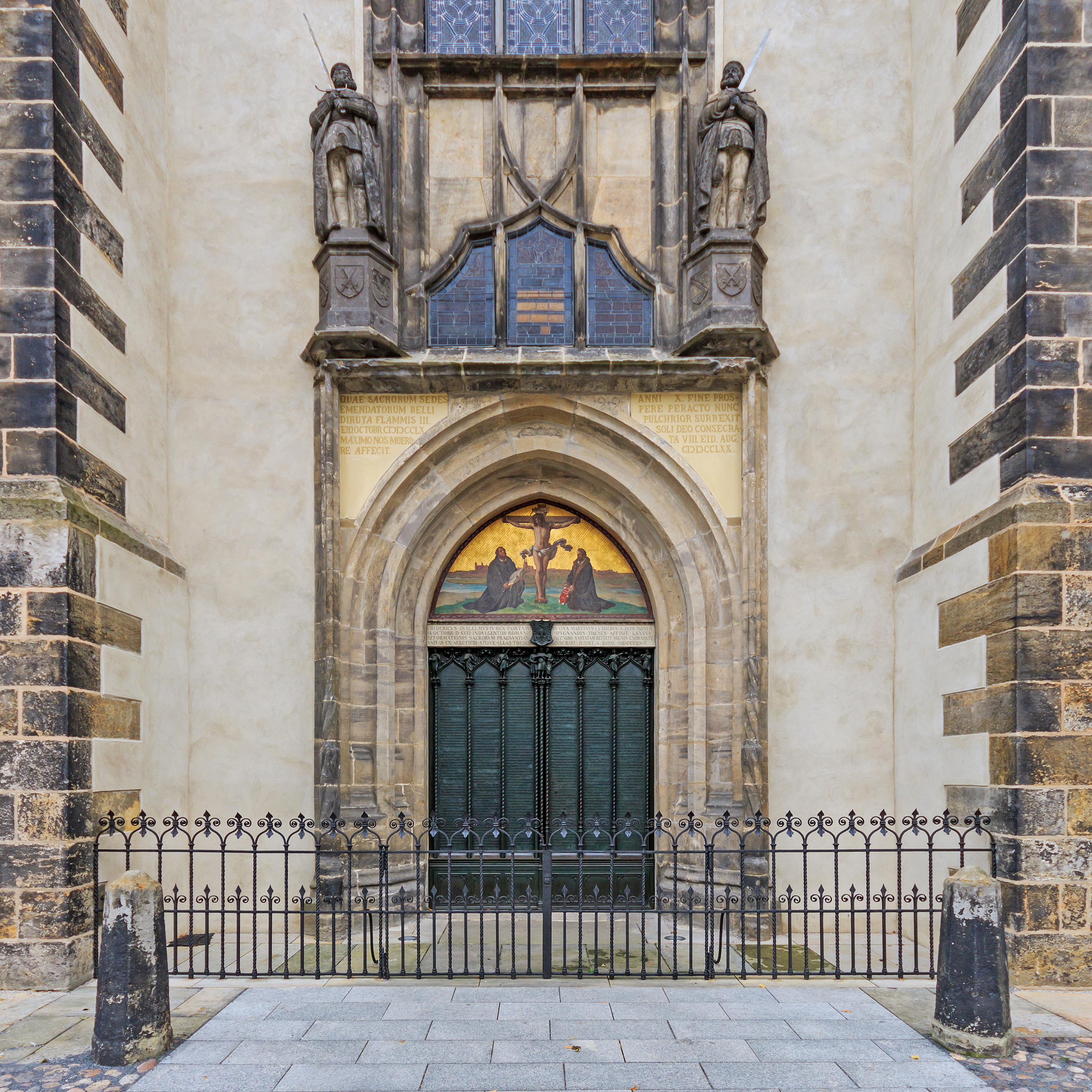
Portes en bronze des 95 thèses de Martin Luther
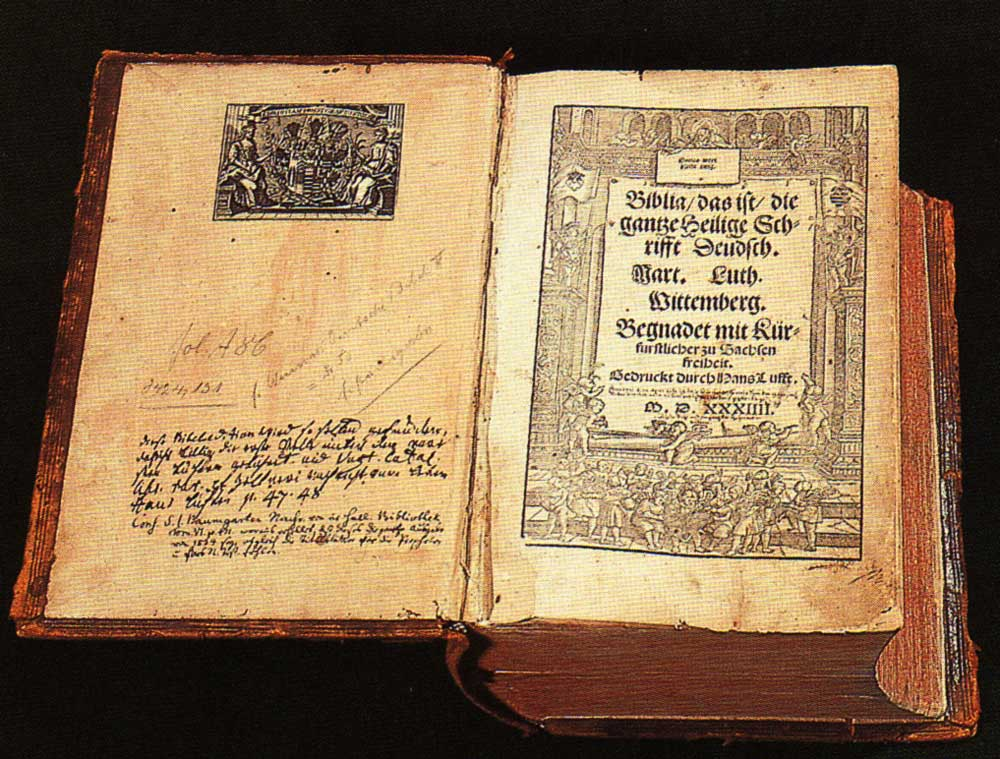
Bible de Martin Luther traduite en allemand (1534)

En 1760 l'église est presque entièrement détruite durant un incendie déclenché lors d'un bombardement au cours de la guerre de Sept Ans.
En 1858 sur ordre du roi Frédéric-Guillaume IV de Prusse, de nouvelles portes en bronze d'une tonne, commémoratives des portes en bois d'origine, ont été réinstallées à leur place d'origine et inaugurées le 10 novembre 1858 pour marquer l'anniversaire des 375 ans de la naissance de Martin Luther. Les 95 thèses y sont inscrites dans le latin utilisé à l'origine par Luther. Au-dessus des portes figure une peinture du Christ avec Martin Luther à sa gauche et sa bible traduite en allemand, et Philippe Mélanchthon à sa droite avec la confession d'Augsbourg (texte fondateur du luthéranisme fondé par Luther et Mélanchthon).
Sur la tour est écrit Ein feste Burg ist unser Gott, « C'est un rempart que notre Dieu ».

## Sépultures
Martin Luther et Philippe Mélanchthon reposent dans cette église, avec cette épitaphe pour Luther : « Ici est enterré le corps du docteur en théologie sacrée, Martin Luther, qui mourut en l'an du Christ 1546, le 18 février, dans sa ville natale d'Eisleben, après avoir vécu 63 ans, 2 mois et 10 jours. »  

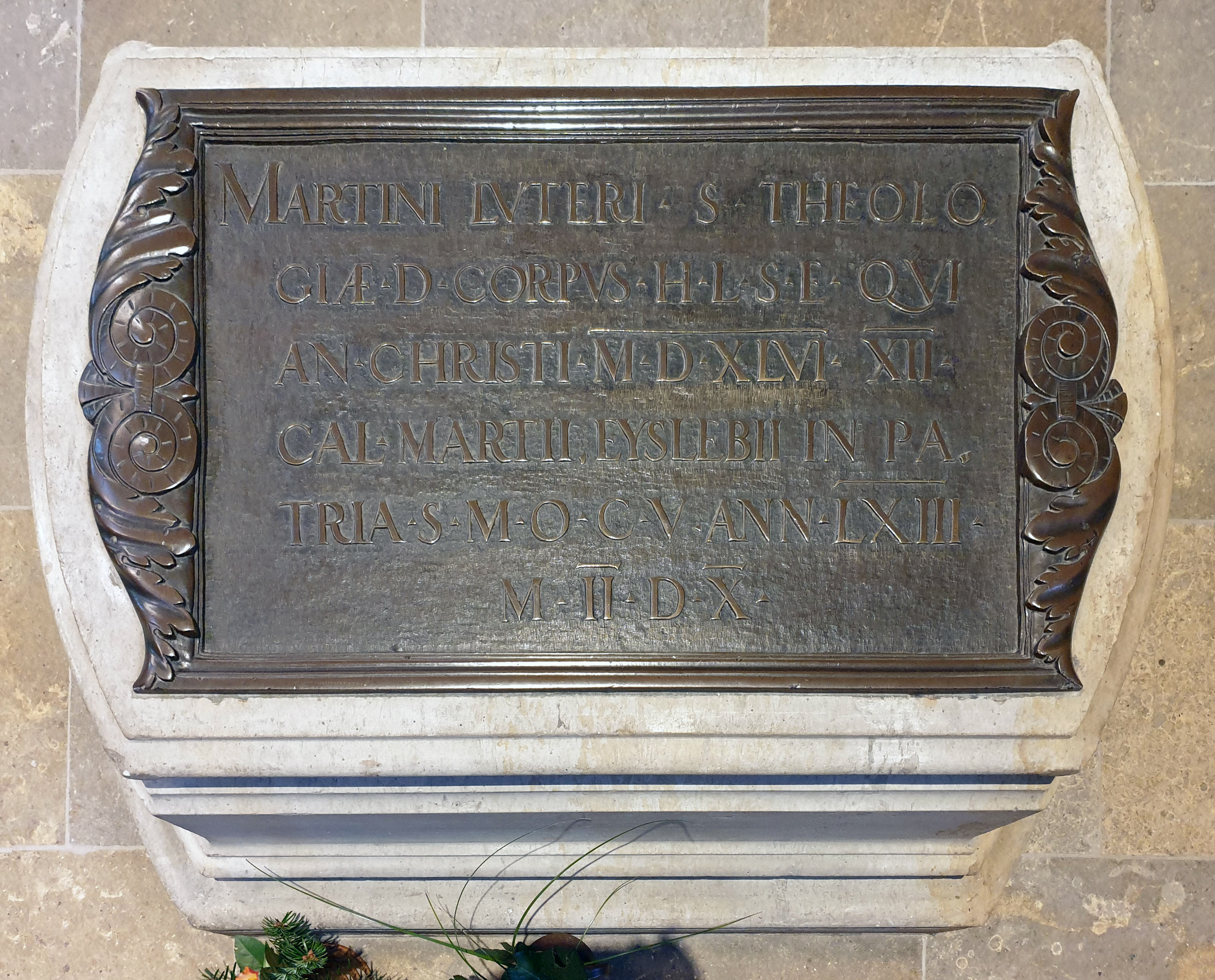
Sépulture de Martin Luther
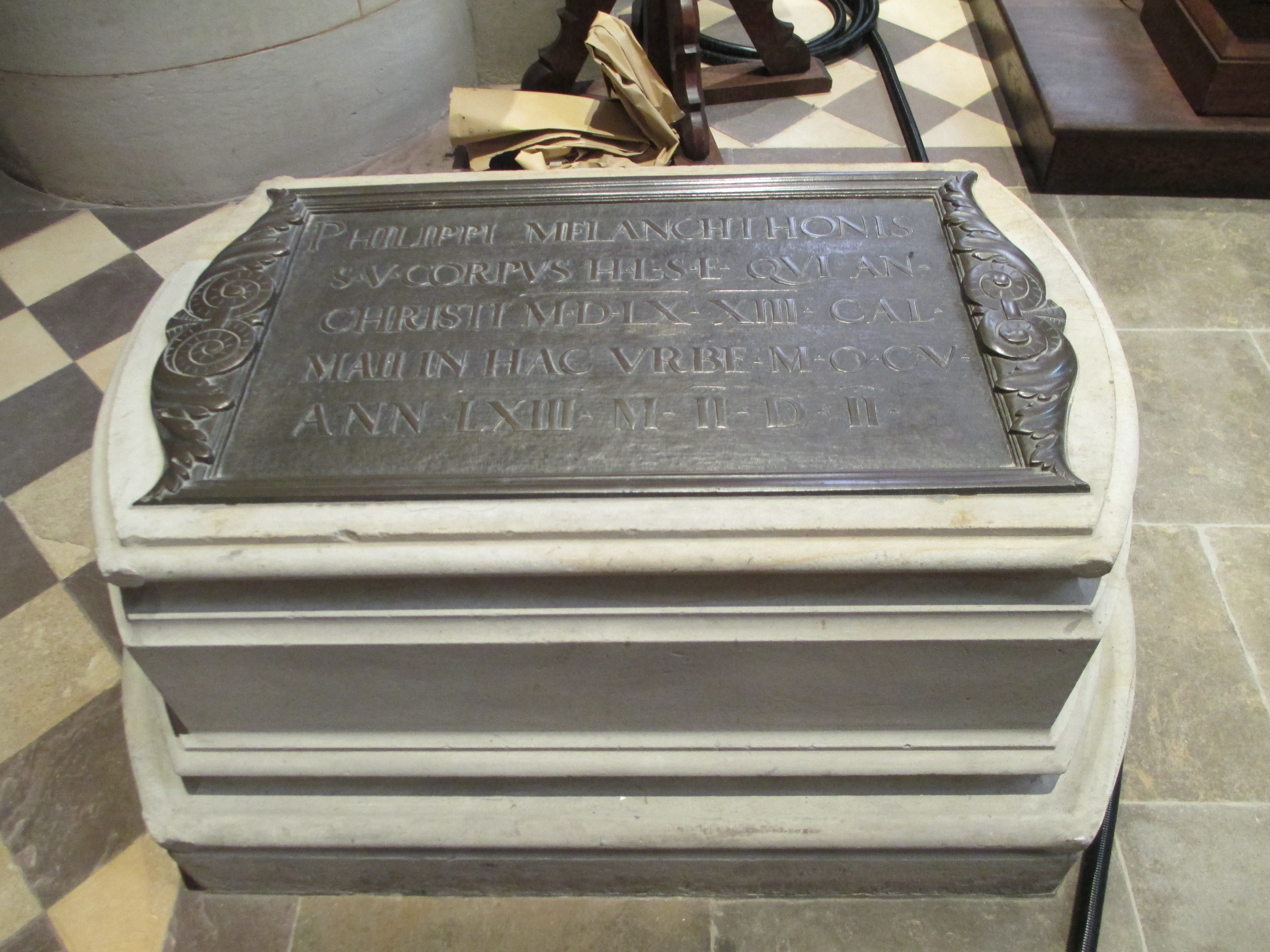
Sépulture de Philippe Mélanchthon

### Articles liés
- 95 thèses
- Confession d'Augsbourg
- Martin Luther
- Philippe Mélanchthon
- Réforme protestante
- Protestantisme
- Luthéranisme